# Ensenada Schubert
La ensenada Schubert es una ensenada llena de hielo que se encuentra en la costa oeste de la isla Alejandro I de la Antártida. 
Tiene 14 millas náuticas (26 kilómetros) de largo y 5 millas náuticas (9 kilómetros) de ancho. Se ubica entre las montañas Colbert al norte de la ensenada y las montañas Walton al sur. La ensenada Schubert recibe el flujo de hielo durante todo el año principalmente porque está adyacente a la barrera de hielo Wilkins (que se encuentra inmediatamente al oeste). La entrada fue cartografiada por primera vez a partir de fotografías aéreas tomadas por la Expedición de Investigación Antártica Ronne en 1947 y 1948, por D. Searle de la British Antarctic Survey en 1960. El Comité de Topónimos Antárticos del Reino Unido le puso su nombre en honor al compositor austríaco Franz Schubert.